# Miami County (Kansas)
Miami County je okres ve státě Kansas v USA. K roku 2010 zde žilo 32 787 obyvatel. Správním městem okresu je Paola. Celková rozloha okresu činí 1 528 km².